# Gérard de Nooijer
Gérard de Nooijer (ur. 4 kwietnia 1969 w Oost-Souburgu) – holenderski piłkarz występujący na pozycji napastnika, trener piłkarski.

## Życiorys
Do 1986 roku był juniorem VV RCS, po czym przeszedł do Sparty Rotterdam. W sezonie 1988/1989 zadebiutował w barwach tego klubu w Eredivisie, co miało miejsce 18 marca w przegranym 0:4 meczu z Rodą JC Kerkrade. W Sparcie Rotterdam Holender występował do 1998 roku, kiedy to za pięć milionów guldenów wraz z bratem Dennisem został zakupiony przez sc Heerenveen. W sezonie 1999/2000 wraz z tym klubem zdobył wicemistrzostwo kraju, a w roku 2000 grał w fazie grupowej Ligi Mistrzów. W styczniu 2003 roku de Nooijer został piłkarzem Feyenoordu, a od 2004 roku występował w FC Dordrecht. Karierę zakończył w 2006 roku.
W latach 2010–2013 był trenerem VV Goes, po czym pełnił różne funkcje w FC Dordrecht: asystenta trenera, trenera juniorów, trenera tymczasowego, a w latach 2016–2018 – trenera. W 2019 roku szkolił juniorów Dalian Istar H&C, zaś w latach 2020–2021 był asystentem Henka Frasera w Sparcie Rotterdam.

## Rodzina
Gérard de Nooijer jest bratem bliźniakiem Dennisa, a także ojcem Bradleya i Yanilio.

## Statystyki ligowe
| Sezon         | Klub             | Liga           | Mecze | Gole |
| ------------- | ---------------- | -------------- | ----- | ---- |
| 1988/1989     | Sparta Rotterdam | Eredivisie     | 7     | 1    |
| 1989/1990     | Sparta Rotterdam | Eredivisie     | 12    | 1    |
| 1990/1991     | Sparta Rotterdam | Eredivisie     | 30    | 0    |
| 1991/1992     | Sparta Rotterdam | Eredivisie     | 30    | 4    |
| 1992/1993     | Sparta Rotterdam | Eredivisie     | 0     | 0    |
| 1993/1994     | Sparta Rotterdam | Eredivisie     | 28    | 0    |
| 1994/1995     | Sparta Rotterdam | Eredivisie     | 29    | 1    |
| 1995/1996     | Sparta Rotterdam | Eredivisie     | 33    | 4    |
| 1996/1997     | Sparta Rotterdam | Eredivisie     | 33    | 2    |
| 1997/1998     | Sparta Rotterdam | Eredivisie     | 21    | 0    |
| 1998/1999     | sc Heerenveen    | Eredivisie     | 34    | 9    |
| 1999/2000     | sc Heerenveen    | Eredivisie     | 22    | 4    |
| 2000/2001     | sc Heerenveen    | Eredivisie     | 27    | 1    |
| 2001/2002     | sc Heerenveen    | Eredivisie     | 31    | 3    |
| 2002/2003 (j) | sc Heerenveen    | Eredivisie     | 4     | 1    |
| 2002/2003 (w) | Feyenoord        | Eredivisie     | 15    | 0    |
| 2003/2004     | Feyenoord        | Eredivisie     | 7     | 0    |
| 2004/2005     | FC Dordrecht     | Eerste divisie | 36    | 4    |
| 2005/2006     | FC Dordrecht     | Eerste divisie | 22    | 2    |